# Алипранди, Катерина
Катери́на Алипра́нди (итал. Caterina Aliprandi, ок. 1466, Асти — 7 сентября 1529, Асти) — итальянская католическая блаженная, клариссинка.

## Жизнеописание
Катерина родилась в дворянской семье. С самого рождения ей было предназначено выйти замуж за богатого знатного астийца.
Ещё будучи тридцатилетней девушкой она уже убедила супруга присоединиться к францисканцем, что дало ей возможность стать послушницей монастыря святой Клары Ассизской в Алессандрии.
В 1526 году Катерина с пятью сёстрами основали монастырь в родном городе, который освятили именем Иисуса Христа.
В этом монастыре она служила привратницей и довольно скоро стала известна как прорицательница и творительница чудес.
Как только она прекратила пророчествовать, то стала жертвой чумы, которая явилась следствием её скорой кончины в день восхваления Богоматери Марии.
Литургическое прославление 21 сентября.